# COBISS
 (енгл. Co-operative Online Bibliographic System & Services — „Задружни интернетски библиографски систем и услуге”; изговор кобис) је електронски библиотечко-информациони систем са узајамном каталогизацијом. Систем има бројне функције, које омогућавају свеобухватну обраду библиотечке грађе и стварање виртуелне библиотеке, засноване на електронским базама података које су доступне корисницима посредством интерних библиотечких мрежа или посредством интернета.
Систем је заснован на MARC (енгл. machine-readable cataloging) стандардима, односно на европској варијанти (UNIMARC) која се у оквиру система COBISS примењује у COMARC формату, а међународна размена података се врши према северноамеричком MARC 21 стандарду.
Системска унапређења, која се периодично уводе у европски UNIMARC стандард, не примењују се аутоматски у COMARC формату, већ се уводе постепено и селективно, према потребама система COBISS и његових корисника. Тако се (на пример) почевши од 2018. године означавање језика публикације у UNIMARC формату врши не само на основу ISO 639-2, већ и на основу ISO 639-3 стандарда, али та новина још увек није примењена у систему COBISS.
Систем COBISS је развијен 1987. године, од стране словеначког Института за информатику (словен. Institut informacijskih znanosti, IZUM), са седиштем у Марибору. Првобитно је примењиван у бившој Југославији, али није заживео у Хрватској, која је након стицања независности развила сопствени библиотечки модел. COBISS се још увек употребљава у Словенији (COBISS.SI), а такође се примењује и у значајном броју библиотека у Босни и Херцеговини (COBISS.BH и COBISS.RS), Црној Гори (COBISS.CG), Србији (COBISS.SR) и Северној Македонији (COBISS.MK). Накнадно је усвојен и у поједином библиотекама у Бугарској (COBISS.BG) и Албанији (COBISS.AL).
Пошто се седиште управљачке установе (IZUM) налази у Словенији, која је признала једнострано проглашену независност Косова, у мрежу COBISS је као посебна целина укључена и косовска варијанта система (COBISS.KS).
Поменути национални системи су аутономни, али деле заједничку платформу. Око 1400 библиотека користи COBISS за аутоматизацију свог пословања. COBISS.Net је назив мреже која повезује COBISS кооперативне библиографске системе различитих земаља.
Марта 2011. године, руководство ИЗУМ-а одлучило је да се повуче са положаја. Као разлог навели су презрив став (словеначког) Министарства за високо образовање, науку и технологију (који је водио Грегор Голобич) ка ИЗУМ-у.

## Однос према русинском језику
Иако омогућава квалитетну каталогизацију разноврсних публикација, уз уважавање бројних језика на којима се публикације издају, систем COBISS још увек нема шифру за русински језик, те стога не омогућава квалитетну каталогизацију публикација које се издају на том језику. Услед непостојања шифре за русински језик, каталогизатори који раде у систему COBISS упућени су да публикације написане на том језику означавају у складу са MARC стандардима, по којима се русински језик сврстава под шифру за помоћно означавање „осталих” словенских језика (sla). У међународном ISO систему, та шифра почевши од 2009. године означава све словенске језике, док се у COBISS систему још увек примењује за помоћно означавање „осталих” словенских језика.
Пошто публикације на русинском језику нису означене посебном шифром, систем COBISS не пружа могућност за препознавање таквих публикација у склопу корисничке претраге каталошких записа, а такође не пружа могућност за вршење стручних библиографско-аналитичких операција у оквиру системске базе података. Поменути недостаци представљају проблем за ауторе који стварају на русинском језику, а такође и за истраживаче који се баве проучавањем стваралаштва на русинском језику.
Пошто је русински језик у појединим државама званично признат као службени мањински језик, установе којима је у тим државама поверена каталогизација имају законску обавезу да публикације које су написане на одређеном језику, укључујући и русински, каталогизују на исправан начин, што представља проблем за установе које су корисници система COBISS, пошто им тај систем не омогућава да извршавају своје обавезе, већ их приморава да у недостатку шифре за русински језик користе помоћну шифру за „остале” словенске језике.
У неким установама које користе систем COBISS, тај проблем је додатно ескалирао, пошто се непостојање шифре за русински језик у појединим срединама користи као изговор или оправдање за сврставање публикација на русинском језику у друге језичке корпусе. Та појава је посебно изражена у појединим установама које су кориснице система COBISS у Србији, што је у супротности са званично признатим статусом русинског језика у тој држави, а такође је у супротности и са обавезама које су преузете у склопу процеса примене Европске повеље о регионалним или мањинским језицима, која је у Србији ратификована 2006. године, уз потврду статуса русинског језика као пуноправног и посебног језика, који представља једно од основних идентитетских обележја русинског народа у Србији.
У пракси Библиотеке Матице српске и Народне библиотеке Србије, којима је по слову закона поверена примарна каталогизација (CIP) свих публикација које се издају на подручју Републике Србије, многе публикације на русинском језику су услед непостојања шифре за тај језик у систему COBISS означене шифром за украјински језик, чиме се врши украјинизација русинске културне баштине. Иако је реч о озбиљном проблему, таква пракса се по правилу објашњава свођењем читавог питања на ниво техничког проблема у оквиру система COBISS. Поред тога, у званичним публикацијама БМС, публикације које су каталогизоване под шифром за украјински језик (ukr) приказују се као дела на „русинском и украјинском језику” што не одражава стварно стање у каталошким базама, пошто се у систему COBISS сва дела означена шифром ukr третирају искључиво као дела написана на украјинском језику.
Упркос томе што нема шифру за русински језик, систем COBISS пружа могућност да се публикације на том језику каталогизују под општом словенском шифром (sla), што је у складу са међународним MARC стандардима, тако да се спорна употреба шифре за украјински језик у склопу каталогизације публикација на русинском језику не може правдати недостацима система COBISS, који не сврстава русински језик под украјински, нити приморава надлежне каталогизаторе у БМС и НБС да управо украјинском шифром означавају и публикације на русинском језику. Таква пракса је у супротности са статусом русинског језика у Србији, који је утврђен домаћим законодавством и међународним конвенцијама. Посебност Русина у односу на Украјинце, као и русинског језика у односу на украјински, изричито је наглашена и у званичном допису Министарства за људска и мањинска права од 26. јуна 2009. године:
На основу резултата пописа становништва, став државних органа је да су Русини и Украјинци одвојене заједнице, како у погледу националног идентитета тако и у погледу језичке припадности. Полазећи од уставних начела и позитивних законских прописа у Републици Србији нико не сме да намеће грађанима одређени национални идентитет, јер би то било у супротности са Уставом загарантованом слободом националног изјашњавања и Оквирном конвенцијом за заштиту националних мањина Савета Европе.
Иако поменути проблеми могу бити решени покретањем одговарајућих процедура које би довеле до увођења међународно признате ISO 639-3 шифре за русински језик (rue) у библиографски ISO 639-2 и MARC стандард, односно у систем COBISS, таква одлука још увек није донета, тако да систем COBISS у том погледу заостаје за домаћим библиотечко-информационим системом БИСИС, који има шифру за русински језик те стога омогућава правилну каталогизацију публикација издатих на том језику.